# Encyclia sclerocladia
Encyclia sclerocladia là một loài thực vật có hoa trong họ Lan. Loài này được (Lindl. ex Rchb.f.) Hoehne mô tả khoa học đầu tiên năm 1952.